# Nicolau II Zorzi
Nicolau II Zorzi da Dinastia Zorzi, foi Marquês do Marquesado de Bodonitsa, estado cruzado na Grécia. Governou de 1410 até 1411, em um período descrito como instável na região. Este Marquesado foi vassalo do Reino de Tessalónica e mais tarde vassalo do Principado de Acaia, conforme detalhado por Setton. Nicolau II Zorzi foi antecedido no governo do Marquesado por Jacob Zorzi e sucedido por Nicolau III Zorzi.